# Футбол на летних Олимпийских играх 1960
Футбольный турнир на XVII Летних Олимпийских играх проходил с 26 августа по 10 сентября 1960 года.

## Стадионы
| Рим                      | Рим Флоренция Гроссето Ливорно Пескара · Л'Акуила Неаполь | Флоренция           |
| ------------------------ | --------------------------------------------------------- | ------------------- |
| Стадио Фламинио          | Рим Флоренция Гроссето Ливорно Пескара · Л'Акуила Неаполь | Стадио Комунале     |
| Вместимость: 32,000      | Рим Флоренция Гроссето Ливорно Пескара · Л'Акуила Неаполь | Вместимость: 47,920 |
|                          | Рим Флоренция Гроссето Ливорно Пескара · Л'Акуила Неаполь |                     |
| Гроссето                 | Рим Флоренция Гроссето Ливорно Пескара · Л'Акуила Неаполь | Ливорно             |
| Стадио Олимпико Комунале | Рим Флоренция Гроссето Ливорно Пескара · Л'Акуила Неаполь | Стадио Арденца      |
| Вместимость: 10,200      | Рим Флоренция Гроссето Ливорно Пескара · Л'Акуила Неаполь | Вместимость: 19,238 |
|                          | Рим Флоренция Гроссето Ливорно Пескара · Л'Акуила Неаполь |                     |
| Пескара                  | Неаполь                                                   | Л'Акуила            |
| Стадио Адриатико         | Стадио Фуоригротта                                        | Стадио Комунале     |
| Вместимость: 24,400      | Вместимость: 60,240                                       | Вместимость: 9,285  |
|                          |                                                           |                     |

## Медалисты
| Дисциплина | Золото | Серебро | Бронза |
| ---------- | --- | --- | --- |
| Футбол     | Югославия | Дания | Венгрия |
| Футбол     | Андрия Анкович Звонко Бего Владимир Дуркович Милан Галич Фахрутдин Юсуфи Томислав Кнеж Боривое Костич Александр Козлина Душан Маравич Желько Матуш Жарко Николич Желько Перушич Новак Роганович Велимир Сомболац Милутин Шошкич Сильвестр Такач Благое Видинич Анте Жанетич | Пол Андерсен Джон Даниэльсен Хеннинг Эноксен Генри Фром Эрик Гаардхойе Бент Хансен Йорген Хансен Хеннинг Хелбранд Пол Йенсен Бент Крог Эрлинг Ларсен Пол Мейер Флемминг Нильсен Ханс Нильсен Харальд Нильсен Поуль Педерсен Йёрн Сёренсен Финн Стеробо Томми Троэльсен | Флориан Альберт Енё Дальноки Золтан Дудаш Янош Дунаи Лайош Фараго Янош Гёрёч Ференц Ковач Дежё Новак Пал Орос Тибор Пал Дьюла Ракоши Имре Шатори Эрнё Шоймоши Габор Тёрёк Пал Вархиди Оскар Вилежаль |

## Страны
| № | Страна    | Золото | Серебро | Бронза | 4 место | Условные очки | Медали |
| 1 | Югославия | 1      | 0       | 0      | 0       | 7             | 1      |
| 2 | Дания     | 0      | 1       | 0      | 0       | 5             | 1      |
| 3 | Венгрия   | 0      | 0       | 1      | 0       | 4             | 1      |
| 4 | Италия    | 0      | 0       | 0      | 1       | 3             | 0      |

## Результаты

### Группа A
|           | Матчи | В | Н | П | ГЗ | ГП | Очки |
| --------- | ----- | - | - | - | -- | -- | ---- |
| Югославия | 3     | 2 | 1 | 0 | 13 | 4  | 5    |
| Болгария  | 3     | 2 | 1 | 0 | 8  | 3  | 5    |
| ОАР       | 3     | 0 | 1 | 2 | 4  | 11 | 1    |
| Турция    | 3     | 0 | 1 | 2 | 3  | 10 | 1    |

| Болгария                                 | 3–0   | Турция |
| ---------------------------------------- | ----- | ------ |
| Тодор Диев 13′, 58′ · Христо Христов 67′ | отчёт |        |

Судья:  Чезаре Джонни

| Югославия                                                                                            | 6–1   | ОАР              |
| --- | ----- | ---------------- |
| Эль-Саид Рифаи 3′ (авт.) · Милан Галич 30′ (пен.) · Боривое Костич 32′, 61′, 63′ · Томислав Кнеж 49′ | отчёт | Раафат Аттия 72′ |

Судья:  Реджинальд Лиф

| Болгария                                       | 2–0   | ОАР |
| ---------------------------------------------- | ----- | --- |
| Георгий Найдёнов-Йорданов 42′ · Тодор Диев 88′ | отчёт |     |

Судья:  Лео Хельге

| Югославия                                                     | 4–0   | Турция |
| ------------------------------------------------------------- | ----- | ------ |
| Боривое Костич 10′, 89′ · Милан Галич 46′ · Томислав Кнеж 61′ | отчёт |        |

Судья:  Винченцо Орландини

| ОАР                                    | 3–3   | Турция                                                    |
| -------------------------------------- | ----- | --------------------------------------------------------- |
| Раафат Аттиа 10′ · Самир Котб 58′, 65′ | отчёт | Билге Тахран 15′ · Угур Кокен 30′ · Ибрагим Яльчинкая 69′ |

Судья:  Люсьен ван Нуффель

| Югославия                 | 3–3   | Болгария                                      |
| ------------------------- | ----- | --------------------------------------------- |
| Милан Галич 50′, 57′, 69′ | отчёт | Никола Ковачев 59′ · Спиро Дебарский 81′, 89′ |

Судья:  Чезаре Джонни

### Группа B
|                      | Матчи | В | Н | П | ГЗ | ГП | Очки |
| -------------------- | ----- | - | - | - | -- | -- | ---- |
| Италия               | 3     | 2 | 1 | 0 | 9  | 4  | 5    |
| Бразилия             | 3     | 2 | 0 | 1 | 10 | 6  | 4    |
| Великобритания       | 3     | 1 | 1 | 1 | 8  | 8  | 3    |
| Китайская Республика | 3     | 0 | 0 | 3 | 3  | 12 | 0    |

| Бразилия                                      | 4–3   | Великобритания                        |
| --------------------------------------------- | ----- | ------------------------------------- |
| Жерсон 2′ · да Силва 61′, 72′ · Вандерлей 64′ | отчёт | Бобби Браун 32′, 87′ · Джим Льюис 47′ |

Судья:  Йозеф Кандльбиндер

| Италия                                                           | 4–1   | Китайская Республика          |
| ---------------------------------------------------------------- | ----- | ----------------------------- |
| Джанни Ривера 10′, 33′ · Джованни Фанелло 49′ · Уго Томеацци 67′ | отчёт | Мо Чжэньхуа (Мок Цзаньва) 29′ |

Судья:  Лео Хельге

| Бразилия                                     | 5–0   | Китайская Республика |
| -------------------------------------------- | ----- | -------------------- |
| Жерсон 13′, 16′, 47′ · Роберто Диас 73′, 87′ | отчёт |                      |

Судья:  Эрлих 

| Италия                   | 2–2   | Великобритания                     |
| ------------------------ | ----- | ---------------------------------- |
| Джорджо Роззано 11′, 55′ | отчёт | Бобби Браун 23′ · Патрик Хести 75′ |

Судья:  Люсьен ван Нуффель

| Италия                                       | 3–1   | Бразилия |
| -------------------------------------------- | ----- | -------- |
| Джанни Ривера 69′ · Джорджо Роззано 70′, 86′ | отчёт | Диди 4′  |

Судья:  Пьер Швинт

| Великобритания                                      | 3–2   | Китайская Республика               |
| --------------------------------------------------- | ----- | ---------------------------------- |
| Джим Льюис 35′ · Бобби Браун 58′ · Патрик Хести 85′ | отчёт | Яо Чжожань (Йиу Цхёкйинь) 70′, 88′ |

Судья:  Йозеф Кандльбиндер

### Группа C
|           | Матчи | В | Н | П | ГЗ | ГП | Очки |
| --------- | ----- | - | - | - | -- | -- | ---- |
| Дания     | 3     | 3 | 0 | 0 | 8  | 4  | 6    |
| Аргентина | 3     | 2 | 0 | 1 | 6  | 4  | 4    |
| Польша    | 3     | 1 | 0 | 2 | 7  | 5  | 2    |
| Тунис     | 3     | 0 | 0 | 3 | 3  | 11 | 0    |

| Дания                                        | 3–2   | Аргентина                                    |
| -------------------------------------------- | ----- | -------------------------------------------- |
| Йёрн Сёренсен 31′ · Харальд Нильсен 46′, 85′ | отчёт | Хуан Карлос Оленьяк 20′ · Карлос Билардо 88′ |

Судья:  Франческо Ливерани

| Польша                                                    | 6–1   | Тунис            |
| --------------------------------------------------------- | ----- | ---------------- |
| Эрнст Поль 7′, 40′, 42′, 84′, 89′ · Станислав Хахорек 67′ | отчёт | Брахим Керрит 3′ |

Судья:  Кончетто Ло Белло

| Дания                                    | 2–1   | Польша               |
| ---------------------------------------- | ----- | -------------------- |
| Харальд Нильсен 15′ · Поуль Педерсен 86′ | отчёт | Зигмунт Гадецкий 62′ |

Судья:  Кончетто Ло Белло

| Аргентина                    | 2–1   | Тунис             |
| ---------------------------- | ----- | ----------------- |
| Хуан Карлос Оленьяк 15′, 82′ | отчёт | Брахим Керрит 25′ |

Судья:  Иштван Жолт

| Аргентина                                         | 2–0   | Польша |
| ------------------------------------------------- | ----- | ------ |
| Хуан Карлос Оленьяк 38′ · Рауль Адольфо Перес 55′ | отчёт |        |

Судья:  Гаран

| Дания                                           | 3–1   | Тунис            |
| ----------------------------------------------- | ----- | ---------------- |
| Флемминг Нильсен 24′ · Харальд Нильсен 27′, 88′ | отчёт | Мансеф Шериф 48′ |

Судья:  Джулио Кампанати

### Группа D
|         | Матчи | В | Н | П | ГЗ | ГП | Очки |
| ------- | ----- | - | - | - | -- | -- | ---- |
| Венгрия | 3     | 3 | 0 | 0 | 15 | 3  | 6    |
| Франция | 3     | 1 | 1 | 1 | 3  | 9  | 3    |
| Перу    | 3     | 1 | 0 | 2 | 6  | 9  | 2    |
| Индия   | 3     | 0 | 1 | 2 | 3  | 6  | 1    |

| Франция                              | 2–1   | Перу            |
| ------------------------------------ | ----- | --------------- |
| Андре Гиамарши 67′ · Ивон Куэдек 90′ | отчёт | Анхель Урибе 1′ |

Судья:  Эрлих

| Венгрия                              | 2–1   | Индия                  |
| ------------------------------------ | ----- | ---------------------- |
| Янош Гёрёч 23′ · Флориан Альберт 56′ | отчёт | Тулсидас Баламаран 79′ |

Судья:  Бахри Бен Саид

| Франция           | 1–1   | Индия                    |
| ----------------- | ----- | ------------------------ |
| Жерар Коинсон 82′ | отчёт | Прадип Кумар Банержи 71′ |

Судья:  Рэймонд Морган

| Венгрия                                                                            | 6–2   | Перу                      |
| ---------------------------------------------------------------------------------- | ----- | ------------------------- |
| Флориан Альберт 17′, 87′ · Дьюла Ракоши 27′ · Янош Гёрёч 33′ · Янош Дунаи 46′, 63′ | отчёт | Альберто Рамирес 25′, 79′ |

Судья:  Пьеро Бонетто

| Перу                                       | 3–1   | Индия                  |
| ------------------------------------------ | ----- | ---------------------- |
| Николас Ниери 27′, 53′ · Томас Ивасаки 85′ | отчёт | Тулсидас Баламаран 88′ |

Судья:  Хуссейн Имам

| Венгрия                                                                   | 7–0   | Франция |
| ------------------------------------------------------------------------- | ----- | ------- |
| Флориан Альберт 12′, 85′ · Янош Гёрёч 34′, 59′, 77′ · Янош Дунаи 41′, 79′ | отчёт |         |

Судья:  Винченцо Орландини

## Полуфиналы
| Италия               | 1–1   | Югославия        |
| -------------------- | ----- | ---------------- |
| Париде Тумбурус 109′ | отчёт | Милан Галич 107′ |

Судья:  Йозеф Кандльбиндер

(Югославия признана победителем по жребию)
| Дания                                     | 2–0   | Венгрия |
| ----------------------------------------- | ----- | ------- |
| Харальд Нильсен 19′ · Хеннинг Эноксен 81′ | отчёт |         |

Судья:  Реджинальд Лиф

## Матч за 3-е место
| Венгрия                        | 2–1   | Италия           |
| ------------------------------ | ----- | ---------------- |
| Паль Орош 32′ · Янош Дунаи 69′ | отчёт | Уго Томеацци 84′ |

Судья:  Реджинальд Лиф

## Финал
| Югославия                                              | 3–1   | Дания                |
| ------------------------------------------------------ | ----- | -------------------- |
| Милан Галич 1′ · Желько Матуш 11′ · Боривое Костич 69′ | отчёт | Флемминг Нильсен 90′ |

Судья:  Кончетто Ло Белло

## Бомбардиры
| 7 голов - Милан Галич (1) 6 голов - Боривое Костич - Харальд Нильсен 5 голов - Флориан Альберт - Янош Горош - Янош Дунаи - Эрнест Поль |

В скобках указано число голов, забитых с пенальти.